# 구로구 (선거구)
구로구는 대한민국의 옛 국회의원 선거구이다. 당시 서울특별시 구로구 지역을 관할했다.

## 역사
1980년 4월, 영등포구의 일부 지역이 구로구로 독립했다. 이에 제11대 국회의원 선거를 앞두고 영등포구 선거구에서 독립해 신설되었다.
제13대 국회의원 선거를 앞두고 구로구 갑, 구로구 을 선거구로 분리되면서 폐지되었다.

## 역대 국회의원
| 선거   | 정당 | 정당       | 1위 의원 | 정당 | 정당       | 2위 의원 |
| ------ | ---- | ---------- | -------- | ---- | ---------- | -------- |
| 1981년 |      | 민주정의당 | 최명헌   |      | 민주한국당 | 김병오   |
| 1985년 |      | 신한민주당 | 조연하   |      | 민주정의당 | 김기배   |

## 역대 선거 결과

### 대한민국 제11대 국회의원 선거
|  | 36.50% |

|  | 27.77% |

|  | 17.82% |

|  | 5.52% |

|  | 5.21% |

|  | 4.78% |

|  | 2.37% |

### 대한민국 제12대 국회의원 선거
|  | 38.83% |

|  | 29.51% |

|  | 22.49% |

|  | 9.15% |